# 第13集団軍
第13集団軍（第13集团军）とは、中国人民解放軍陸軍の軍級部隊。甲類集団軍。成都軍区に所属する。インド、ベトナム国境地域に対する戦略予備部隊。

## 歴史
第13集団軍の前身は、鄂豫皖蘇区に組織された紅4方面軍の第73師である。紅4方面軍は、川陝蘇区転移後、紅31軍第93師に改編された。日中戦争中、同師団は、八路軍第129師第386旅第772団に改編され、太岳に根拠地を置いた。対日戦勝後、太岳軍区は、晋冀魯豫軍第4縦隊に改編され、陳賡が司令に、謝富治が政治委員に任命された、
国共内戦中、第4縦隊は、戦略機動部隊となり、前後して第1、第2、第4野戦軍に所属し、「陳謝大軍」と称された。淮海戦役後、同縦隊の第10旅、第13旅から第13軍が編成され、軍長には周希漢、政治委員には劉有光が任命された。第13軍は、林彪の指揮の下、雲南まで進軍した。
朝鮮戦争勃発時、第13軍所属の第37師、第38師が朝鮮半島に投入された。1979年の中越戦争時、第13軍は西部戦線の主力となり、雲南からベトナムの黄連山に侵入した。
第13軍の第149師は、元は第18軍の第52師で、中印国境紛争に参加した。1969年、第50軍の第149師と第18軍の第52師のナンバーが交換され、第52師は第149師に改称されて第50軍に配属された。1985年、第50軍が廃止され、第149師は第13集団軍に編入された。現在、第149師は、機械化師に改編され、快速反応部隊となっている。

## 編制
軍部（司令部）は、重慶直轄市にあるとされている。
- 第37自動車化歩兵師団（77126部隊）（重慶市江津）
- 第149機械化師団（77156部隊）（四川省楽山） - 旅団に改編？
- 装甲旅団（重慶市豊都）
- 防空旅団（四川省内江）
- 砲兵旅団（四川省楽山）

## 歴代軍長
| 職名 | 氏名   | 階級 | 在任期間 | 出身校 | 前職 |
| ---- | ------ | ---- | -------- | ------ | ---- |
| 軍長 | 張又侠 | 少将 |          |        |      |

| 職名     | 氏名 | 階級 | 在任期間 | 出身校 | 前職 |
| -------- | ---- | ---- | -------- | ------ | ---- |
| 政治委員 | 邱健 | 少将 |          |        |      |